# Smile Please (film)
 Smile Please è un cortometraggio statunitense del 1924, diretto da Roy Del Ruth. 

## Trama
L’eroe lascia la propria bottega di “Fotografo & Sceriffo” per recuperare la ragazza, che era stata trascinata in una pericolosa corsa a cavallo dal rivale.
L’eroe, nel proprio laboratorio, scatta una fotografia del rivale e della ragazza, poi attira quest’ultima nella camera oscura, da dove egli ne esce con un occhio nero. Il rivale, geloso, dà fuoco all’intera bottega.
Tempo dopo, l’eroe e la ragazza sono davanti al ministro di culto per sposarsi. Una telefonata richiede l’intervento urgente dello sceriffo, ed egli accorre, per poi scoprire trattarsi di un falso allarme. Nel frattempo il rivale rapisce la ragazza, che viene tuttavia di nuovo liberata dall’eroe.
L’eroe, ora marito della ragazza, nella sua qualità di fotografo, vuole immortalare su una lastra la nuova famiglia, compresa dei suoceri e del fratellino della ragazza, il quale, pestifero, manda tutto all’aria.